# Barbara Jordan (tenista)
Barbara Jordan (Milwaukee, 2 de abril de 1957) é uma ex-tenista profissional estadunidense.

## Grand Slam finais

### Simples
| Posição | Ano  | Campeonato      | Piso  | Oponente     | Placar   |
| Campeã  | 1979 | Australian Open | Grama | Sharon Walsh | 6–3, 6–3 |

### Duplas Mistas
| Posição | Ano  | Campeonato    | Piso   | Parceiro        | Oponentes                   | Placar   |
| Campeã  | 1983 | Roland Garros | Saibro | Eliot Teltscher | Leslie Allen Charles Strode | 6–2, 6–3 |